# C/1976 E1 Bradfield
C/1976 E1 Bradfield è una cometa non periodica scoperta il 3 marzo 1976: è la sesta delle diciotto comete scoperta dall'astrofilo neozelandese William Ashley Bradfield. Unica caratteristica di questa cometa è di avere una piccola MOID con il pianeta Venere e una ancora più piccola con il pianeta Giove.